# Joaquim Inojosa
Joaquim Inojosa de Andrade (São Vicente Férrer, 27 de março de 1901 — Rio de Janeiro, 21 de janeiro de 1987) foi um advogado, jornalista, poeta e crítico pernambucano, responsável por divulgar em Pernambuco as inovações estéticas do modernismo paulista. Sua plaquete A Arte Moderna, publicada em 5 de julho de 1924, repercutiu na imprensa e dividiu opiniões entre os que endossavam as ideias modernistas e os que defendiam uma literatura regionalista. 

## Biografia

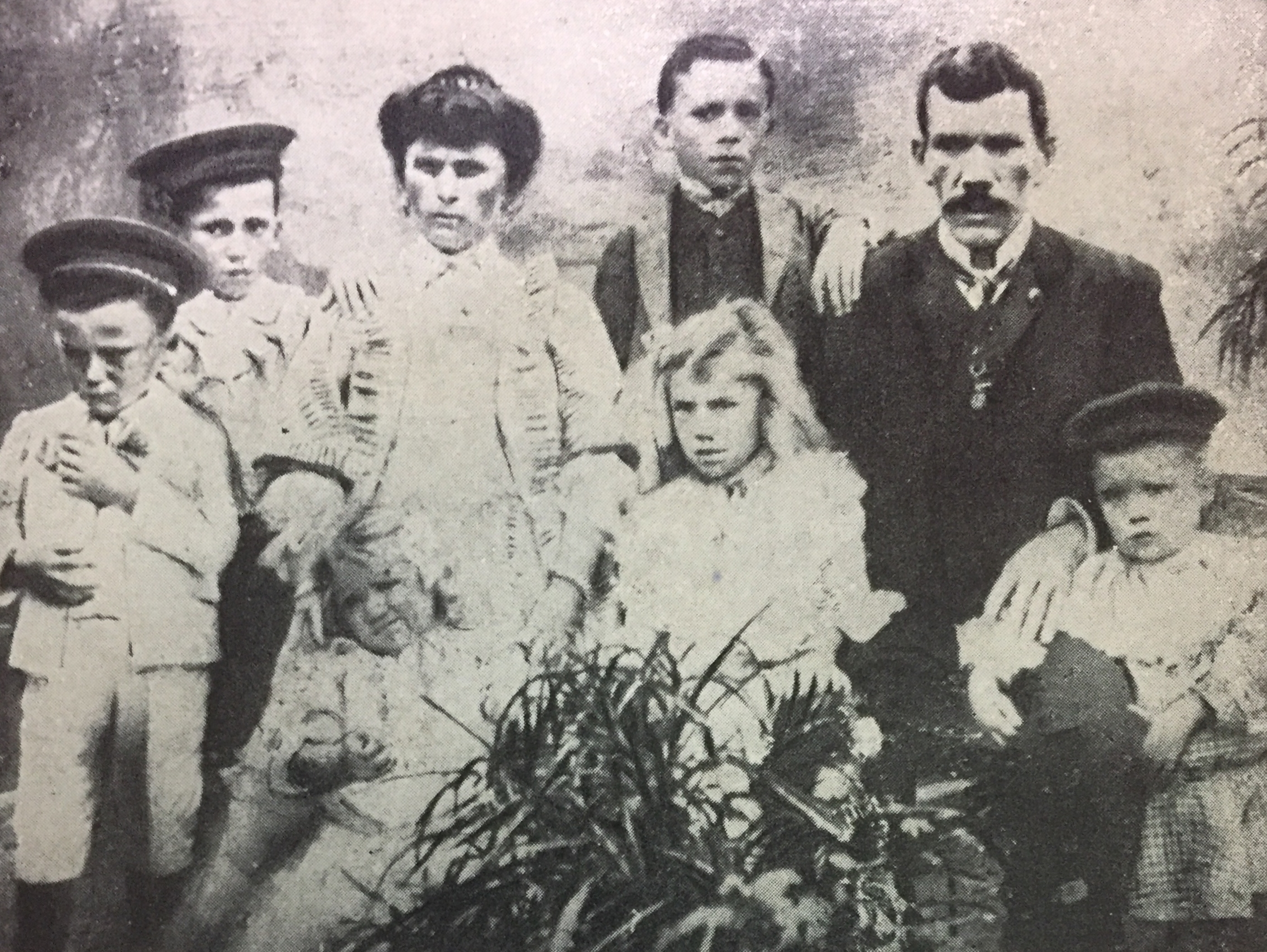
A família de Joaquim Inojosa (primeiro à esquerda) em 1908 em São Vicente Férrer, com seus pais e irmãos

Nascido na zona da mata pernambucana, na Vila de São Vicente (atualmente o município de São Vicente Férrer), filho de João Inojosa de Albuquerque Andrade Lima, pernambucano, e de Ninfa Pessoa de Albuquerque Vasconcelos, paraibana de Umbuzeiro. Estudou em sua vila natal, em Timbaúba, em Recife e finalizou o curso secundário no Lyceu Paraibano em 1918. Ingressa na Faculdade de Direito do Recife em 1919, bacharelando-se em 1923. Em 1920, publica na Paraíba seu primeiro livro, Tentames. 
Em 1922, foi ao Rio de Janeiro secretariando uma embaixada de estudantes ao 1º Congresso Internacional de Estudantes nas Festas do Centenário.  Aproveita a viagem para conhecer São Paulo e, visitando a sede do Correio Paulistano, conhece Menotti del Picchia e Oswald de Andrade. Nessa viagem é apresentado a todo o grupo literário envolvido na Semana de Arte Moderna, e volta a Recife trazendo edições da revista Klaxon e exemplares de livros de Oswald e Mário de Andrade. 
De volta a Pernambuco, torna-se um entusiasmado divulgador do modernismo paulista, editando entre 1923 e 1924 uma revista chamada Mauricéia (em referência à Pauliceia Desvairada de Mário de Andrade), e publicando em 1924 uma plaquete intitulada A Arte Moderna, convidando os colegas paraibanos da revista Era Nova a se juntarem ao movimento modernista. 
Envolve-se diretamente com os acontecimentos que levam à criação do Território de Princesa, sendo obrigado a abandonar sua terra após a Revolução de 1930. Transfere-se definitivamente para o Rio de Janeiro em 14 de dezembro de 1930, dedicando-se principalmente à advocacia e ao jornalismo.  Entre 1939 e 1942, dirige no Rio o jornal Meio Dia. 

## Obras
- Tentames, contos (1920)
- A Arte Moderna, plaquete (1924)
- O Brasil Brasileiro, conferência (1925)
- República Socialista, conferência (1933)
- Episódios - Campanha política de 1937 (1955)
- Diário de um turista apressado (1959)
- Diário de um estudante - (1920-1921) (1960)
- Crônicas de outros tempos (1963)
- Crítica e Polêmica (1963)
- Discursos e Conferências (1963)
- O Movimento Modernista em Pernambuco, 4 volumes (1968/1969/1984)
- No Pomar Vizinho (1969)
- Um movimento imaginário (1972)
- Carro Alegórico (1973)
- Os Andrades e outros aspectos do Modernismo (1975)
- A Arte Moderna - O Brasil Brasileiro, edição cinquentenária (1977)
- Pá de Cal (1978)
- 60 Anos de Jornalismo (1917/1977) (1978)
- 70 Atas Sabadoyleanas (1980)
- José Américo de Almeida - Algumas cartas (1980)
- República de Princesa (José Pereira X João Pessoa - 1930) (1980)
- Sursum Corda (1981)
- A Tragédia da Rosa dos Alkmins, crônicas (1984)